# Dieter Kemper
Dieter Kemper   (Dortmund, 11 d'agost de 1937 - Pankow, 11 d'octubre de 2018) va ser un ciclista alemany, professional des del 1961 fins al 1978. Va combinar tant el ciclisme en pista com en ruta. L'any 1975 es proclamà Campió del món de mig fons. Va aconseguir 26 victòries en curses de sis dies i vuit títols europeus de Madison i mig fons.

## Palmarès en pista
- 1963
  -  Campió d'Alemanya en Persecució
- 1964
  -  Campió d'Alemanya en Persecució
  - 1r als Sis dies de Münster (amb Horst Oldenburg)
- 1965
  -  Campió d'Alemanya en Persecució
  - 1r als Sis dies de Berlín (amb Rudi Altig)
  - 1r als Sis dies de Frankfurt (amb Rudi Altig)
- 1966
  -  Campió d'Alemanya en Persecució
  - 1r als Sis dies de Münster (amb Horst Oldenburg)
  - 1r als Sis dies de Bremen (amb Rudi Altig)
  - 1r als Sis dies de Colònia (amb Rudi Altig)
- 1967
  - Campió d'Europa de mig fons
  - 1r als Sis dies de Berlín (amb Horst Oldenburg)
  - 1r als Sis dies de Dortmund (amb Horst Oldenburg)
  - 1r als Sis dies de Melbourne (amb Horst Oldenburg)
- 1968
  - Campió d'Europa de Madison (amb Horst Oldenburg)
  - 1r als Sis dies de Melbourne (amb Leandro Faggin)
- 1969
  - Campió d'Europa de mig fons
  - 1r als Sis dies de Berlín (amb Klaus Bugdahl)
  - 1r als Sis dies de Colònia (amb Horst Oldenburg)
  - 1r als Sis dies de Zuric (amb Klaus Bugdahl)
  - 1r als Sis dies de Milà (amb Horst Oldenburg)
- 1970
  - 1r als Sis dies de Milà (amb Norbert Seeuws)
- 1971
  - Campió d'Europa de Madison (amb Klaus Bugdahl)
  - 1r als Sis dies de Münster (amb Klaus Bugdahl)
  - 1r als Sis dies de Dortmund (amb Klaus Bugdahl)
  - 1r als Sis dies de Zuric (amb Klaus Bugdahl i Louis Pfenninger)
  - 1r als Sis dies de Groningen (amb Klaus Bugdahl)
- 1972
  - Campió d'Europa de mig fons
  - 1r als Sis dies de Groningen (amb Klaus Bugdahl)
- 1973
  - Campió d'Europa de mig fons
  - 1r als Sis dies de Bremen (amb Graeme Gilmore)
- 1974
  - 1r als Sis dies de Colònia (amb Graeme Gilmore)
  - 1r als Sis dies de Castelgomberto (amb Marino Basso)
- 1975
  -  Campió del món de mig fons
  - Campió d'Europa de mig fons
  -  Campió d'Alemanya en mig fons
  - 1r als Sis dies de Dortmund (amb Graeme Gilmore)
- 1976
  -  Campió d'Alemanya en mig fons
  - 1r als Sis dies de Colònia (amb Wilfried Peffgen)
  - 1r als Sis dies de Copenhaguen (amb Graeme Gilmore)

## Palmarès en ruta
- 1962
  - Vencedor d'una etapa de la Volta a Alemanya
  - Vencedor d'una etapa de la Volta a Suïssa
- 1964
  - Vencedor d'una etapa dels Quatre dies de Dunkerque